# Hyalinobatrachium chirripoi
Espèce
Synonymes
- Cochranella chirripoi Taylor, 1958
- Hyalinobatrachium cardiacalyptum McCranie & Wilson, 1997

Statut de conservation UICN

 LC  : Préoccupation mineure
Hyalinobatrachium chirripoi est une espèce d'amphibiens de la famille des Centrolenidae.

## Répartition
Cette espèce se rencontre de 100 à 700 m d'altitude :
- au Honduras ;
- au Costa Rica ;
- au Panamá ;
- en Colombie dans le département de Chocó.

## Description
Les mâles mesurent de 24 à 26 mm.

## Étymologie
Cette espèce est nommée en l'honneur des amérindiens Chirripos.

## Publication originale
- Taylor, 1958 : Notes on Costa Rican Centrolenidae with descriptions of new forms. The University of Kansas Science Bulletin, vol. 39, no 2, p. 41-68 (texte intégral).